# Alagoas brancas

Alagoas Brancas es el nombre dado a una pequeña zona húmeda estacional situada cerca de la ciudad de Lagoa, en el Algarve, Portugal. El nombre hace referencia a las grandes masas de flores blancas de Ranunculus que se pueden observar en la superficie durante la primavera. La zona es popular entre los observadores de aves.

## Geología
Las Alagoas Brancas forman parte de una depresión aluvial que se extiende hacia el noreste hasta los arrozales de Quinta da Vala, en el municipio de Silves. La depresión corta rocas calcáreas (caliza, calcarenita) y podría haberse formado originalmente por el colapso de varias depresiones kársticas menores. Las Alagoas Brancas ocupan un punto bajo dentro de la depresión y, como resultado, se llenan de agua entre el invierno y la primavera, secándose en verano a medida que disminuyen los niveles de agua subterránea.

## Conservación
Las Alagoas Brancas son el último remanente de la gran zona húmeda que dio nombre a la ciudad de Lagoa. La mayor parte del área fue convertida en una zona industrial durante el siglo XX, y el fragmento existente estaba destinado a la construcción en 2020, con el objetivo de crear un centro comercial. Las excavaciones iniciales enfrentaron protestas y oposición pública por parte de varias organizaciones medioambientales y del movimiento Salvar as Alagoas Brancas, un movimiento ecologista formado por residentes locales, que lanzó una petición pública. Tras la presión popular, acciones legales y el descubrimiento de comunidades raras de plantas acuáticas, el proyecto de construcción fue cancelado en 2023. Posteriormente, el área fue adquirida por el municipio de Lagoa en 2024, con apoyo de fondos medioambientales del Gobierno portugués.